# 西湖村 (加利福尼亚州)
西湖村（英語：Westlake Village），是美国加利福尼亚州洛杉矶县下属的一座城市。建市于1981年12月11日，面积大约为5.19平方英里（13.4平方公里）。根据2010年美国人口普查，该市有人口8,270人。

## 知名人士
- 威爾·史密斯 [2]
- 霍克·霍肯 [3]